# Midrash Rabá
Midrash Rabbah ou Midraxe Rabá—Investigação (exegese) inclusiva para sermões e estórias. apresentado com termo Rabbá (רבה) que significa grande—o nome dado ao midraxe para Gênesis—Midrash [Agádico para Bereshit] Rabbah.

## Considerações dos Sábios
—Esses pontos trazidos de versículos das Escrituras chamados Midraxe e Agadá são suposições.—Rav Sherira Gaon (906-1006)
—Agadá e Midraxe, e isso diz respeito mesmo àquelas escritas no Talmude, se não funcionam adequadamente e se estão erradas, não se deve apoiar nelas, pois à regra é: Não nos apoiamos em Agadá.—Rav Hai Gaon Ben Sherira (939-1038)
—Se as palavras dos [sábios] antigos contradizem o intelecto, não somos obrigados a aceitá-las. (Teshuvot al Haguigá 4b) Se uma prova for encontrada para sua veracidade, o aceitamos. Se houver corroboração para sua possibilidade, acreditamos nele como algo possível. Se for provado ser impossível, nós o consideramos impossível. (Perush haTorá)—Rav Shemu’el Ben Hofni Gaon (século XI)
Uma explicação bem elaborada sobre o assunto é encontrada em: Introdução ao Pereq Heleq—R. Moxé B. Maimon (1135-1204).

## Midraxim
Midraxe Rabá ou Midrash Rabbah; referindo-se agora à todo os Midraxim Agadote (Agádicos) existentes para a Coleção Tanaque. Esses midraxim são os seguintes: Bereshit Rabbah; Shemot Rabbah; Vayiqrá Rabbah; Bamidbar Rabbah; Debarim Rabbah; Shir HaShirim Rabbah; Rut Rabbah; Ester Rabbah; Lamentações Rabá; Eclesiastes Rabá. Esta coleção acabou por ser chamada de Midrash Rabbot, os midraxim mais usados durante os serviços—Cantares, Rut, Ester, Lamentações e Eclesiastes—foram adicionado posteriormente.

### Entendendo o termo:Abba
Uma palavra que significa pai, usada como um nome masculino já no tempo dos Tannaim. O nome era particularmente comum entre os Amoraim da Palestina e da Babilônia. Neste último país, o Abba, por fusão com o R inicial do título Rabbi, tornou-se Rabbah ou Rabá. Na Palestina isso foi encurtado para RaBa e RaVa. Para o significado provável do nome, veja; Revue des Études Juives (xxxvi. 104); como um elemento inseparável nos nomes encontramos Abba, especialmente no tempo dos Tannaim. Essa palavra, originalmente um endereço de estima ou afeição, estava intimamente prefixada ao nome próprio; por exemplo, *Abba Jose, *Abba Saul.

## ORabba

###### Sua Simplicidade Sublime
A designação Rabá foi aplicada pela primeira vez ao midraxe para Gênesis, também Berexite Rabá (também chamado pelos antigos Bereshit derabbi Osha'yah [Hosha'yah], Bereshit rabbah derabbi Oshaya [Oseias], Bereshit derabbi Hoshayah rabba, Baraita derabbi Osha'ya) atribuído a amora Oxaiá, que floresceu no terceiro século na Palestina. O Midraxe forma um comentário ággadico no todo do Gênesis, em consonância com o caráter da exegese Midraxicá exigida por essa época. Em uma seqüência contínua, quebrada apenas no final, o texto bíblico é exposto verso por verso, freqüentemente palavra por palavra; somente passagens genealógicas, já que, não fornecem material para exposição (como o reiterado relato do servo de Abraão em Gn. xxiv. 35-48) são omitidas.

### Bereshit Rabbah
O Bereshit Rabbá contém muitas explicações simples de palavras e frases, muitas vezes na língua aramaica, adequadas para a instrução da juventude; e também as mais variadas exposições ággadigas populares nas palestras públicas das sinagogas e escolas. De acordo com o material ou as fontes à disposição do editor do Midrax, ele juntou várias explicações mais longas ou mais curtas e interpretações aggadicas das passagens sucessivas, às vezes anonimamente, às vezes citando o autor. Mais uma vez, ele acrescenta ao comentário corrente mais disquisições ou narrativas aggadicas, conectadas de alguma forma com o verso em questão, ou com uma das explicações dele—um método não incomum no Talmude e em outros Midraxim. Os primeiros capítulos de Gênesis. R.; sobre a criação do mundo e do homem, naturalmente material especialmente rico para este modo de exegese. Seções inteiras são dedicadas a comentários sobre um ou dois versículos do texto. (Veja: Abaixo.) 
Muitas referências ao pensamento filosófico contemporâneo são feitas com o propósito de refutar as opiniões dos hereges. Referências a condições contemporâneas e eventos históricos também ocorrem; de fato, é característico do Midraxe ver as personagens e condições bíblicas à luz da história contemporânea. Embora as histórias abraçadas em Gênesis fornecessem pouca ocasião para comentários sobre temas legais, Bereshit Rabá contém algumas curtas sentenças aláquicas e citações tiradas da Mixná e de outras fontes. Este Midrax é eminentemente rico em pensamentos sublimes e frases com palavras finas, em todos os tipos de parábolas, em palavras estrangeiras, especialmente gregas, usado livremente e intencionalmente por causa da elegância da dicção. Algumas palavras gregas, encontradas em nenhum outro lugar na literatura judaica, foram preservadas no Bereshit Rabbá, por exemplo: κόνδυλος, seção i. em 'Aruk e MSS.; 'λευθερόπολις, seção xli. (xlii.) em 'Aruk, corrompido pelas edições posteriores.

#### Formato
Este extensivo e importante Midrax, que forma um comentário completo sobre Gênesis, exemplifica todos os pontos da exegese midráxica, é dividido em paraxote (seções, capítulos); e deriva seu caráter peculiar dos proeminentes que encabeçam estas seções; é por esses meios que se distingue do Midraxim tanaíticos dos outros livros do Pentateuco, como Mekilta, Sifra e Sifre. Cada capítulo do Bereshit Rabbá é encabeçado pelo primeiro verso da passagem a ser explicado, é introduzido, com poucas exceções, por um ou mais comentários preliminares a partir de um verso retirado de outra passagem bíblica como texto—geralmente do hagiógrafo. Por várias explicações desses textos, uma transição é efetuada para a exposição do verso particular do Gênesis, encabeçando a paraxá. Existem no Bereshit Rabbá (i.-xcvi.) cerca de duzentos e trinta dessas passagens. Uma parte deles—cerca de setenta—são citados com o nome dos aggadistas com quem se originaram ou cuja explicação do verso em questão foi usada como introdução à paraxá de Bereshit. (R.:) como na seção (i.) as seis passagens do prefácio de R. Oxaiá e R. Huna em nome de Bar Kappara, R. Judah b. Simon, R. Isaac, R. Joshua de Siknin, em nome de R. Levi e R. Tanḥuma.

#### Passagens Introdutórias.
O maior número dessas passagens são anônimas e talvez possam ser atribuídos em parte ao autor do Bereshit Rabá; eles começam com o verso do texto, que muitas vezes fica à frente do proêmio sem qualquer fórmula de introdução—mais freqüentemente nos melhores manuscritos do que nas edições. A estrutura das passagens do prefácio é tão variada quanto sua execução e sua extensão. Em alguns apenas o texto introdutório é dado, a sua aplicação ao versículo de Gênesis para ser exposta é auto-evidente ou sendo deixada para uma posterior elaboração. Os únicos prefácios, dos quais há um grande número, contêm explicações de seu texto que se referem inteiramente ou em sua última parte ao verso ou passagem de Gênesis a ser exposto naquela paraxá. As introduções compostas consistem em diferentes exposições do mesmo versículo bíblico, por diferentes aggadistas, amarrados juntos de várias maneiras, mas sempre dispostos de modo que a última exposição—o último elo da introdução—leva à exposição da passagem de Gênesis, com o primeiro verso do qual muitas vezes as introduções se fecham. Para essas apresentações, que muitas vezes são bastante demoradas, o material para as diversas exposições estava pronto. O trabalho original nestas passagens consistiu principalmente na combinação e agrupamento das várias sentenças e exposições em um todo coordenado, sempre tão organizado que o último membro forma a introdução real à exposição da paraxá. Definitivamente caracterizado como eles estão em seu início por estas introduções, os paraxiot do Bereshit Rabá não tem final formal, sendo assim; a Midraxe é todo o material referencial ao tratado bíblicos a fim de encaixar as práticas mundanas à Ela; longe da Laxon Árâ.

#### O Princípio da Divisão.
Nos manuscritos, assim como nas edições, as paraxiot são numeradas consecutivamente; em muitas citações no 'Aruk a passagem do Bereshit Rabá é mencionada pelo número da paraxá. O número total dos paraxiot, tanto nos manuscritos como nas edições, varia de 97 a 101. Quase todos os manuscritos, no entanto, bem como as edições, concordam em contar 96 capítulos, até a exposição sobre o Gen. xlvii. 28 e seg. inclusive o início do perícope Wayeḥi; e até este ponto, os melhores manuscritos, assim como os 'Aruk e Yalḳuṭ, diferem apenas em algumas paraxiot da divisão dos capítulos nas edições. Portanto, a contagem por capítulos ou seções deve ser considerada muito mais antiga do que se supõe. O princípio de divisão seguida na paraxiot de Bereshit Rabá era evidentemente o do próprio texto bíblico como fixo no tempo da compilação deste Midraxe, de acordo com o aberto (פתוחות) e fechado (סתומות) parágrafos do Gênesis. Há paraxot separadas no Midrax para quase todas essas seções, pois elas ainda são encontradas em Gênesis, com exceção das passagens genealógicas. Mas há paraxote que apresentam evidências de relação com os sermões (sedarim) do ciclo trienal da Palestina, e uma investigação cuidadosa destes pode levar à descoberta de um arranjo de sedarim diferente daquele até então conhecido dos antigos registros. No entanto, existem paraxote, como mencionado acima, especialmente no início do Midraxe, em que apenas um ou alguns versos de cada vez são expostos. Os sedarim do ciclo habitual de um ano não são considerados nas divisões do Bereshit Rabá, nem são marcados nos melhores manuscritos ou na editio princeps do Midraxe; os paraxote, portanto, não podem ser considerados como meras subdivisões dos sedarim, como aparecem nas edições posteriores deste Midraxe. 

#### Material
Muito mais difícil do que qualquer questão concernente à forma externa do Bereshit Rabá é a de decidir quanto do seu conteúdo atual é material original incluído nele, e quanto é da adição posterior. Os paraxiot formam uma estrutura que deveria conter a exposição de vários versos bíblicos em sucessão contínua. Mas com a construção notoriamente solta da exegese aggadica ficou fácil unir, em todo verso ou parte de um verso, vários comentários desconexos; ou para adicionar passagens aggadicas mais longas ou mais curtas, histórias, etc., ligadas de alguma forma com a exposição do texto. Esse processo de acréscimo ocorreu espontaneamente no Bereshit Rabá, como nos outros trabalhos da literatura talmúdica e midráxica; entre o começo e a conclusão dessas obras—se é que alguma vez foram concluídas—transcorreu um longo período durante o qual houve muita adição e coleta. A tradição que R. Oxaiá é o autor do Bereshit Rabá pode ser tomada para significar que ele começou o trabalho, na forma do comentário corrente habitual em tempos tannaitico, enquanto organizando a exposição em Gênesis de acordo com a seqüência dos versos e fornecendo o complemento necessário aos midraxim tanaíticos nos outros livros do Pentateuco. A atribuição da Mekilta à R. Ismael e do Talmud de Jerusalém a R. Yohanan repousa sobre um procedimento similar. Talvez os comentários sobre o Gênesis tenham sido originalmente divididos em paraxiot que correspondiam às seções acima mencionadas do texto, e que continham o início das introduções mais simples, como de fato os primeiros traços de tais introduções são encontrados também no midrax tanaíta. Mas o embelezamento das paraxiot com numerosas introduções artísticas—que apontam para uma combinação da forma do comentário corrente com a forma das homilias terminadas seguindo o tipo do Pesiḳta e do Midraxim Tanḥuma—foi certamente o resultado da edição do Bereshit Rabá que existe agora, quando o material encontrado nas coleções e tradições da exegese aggadica do período dos Amoraim foi retomado no Midrax, e o Bereshit Rabá foi dado a sua forma atual, se não o seu volume atual. Talvez o editor tenha usado também coleções diferentes das várias partes do Gênesis. O presente Bereshit Rabbá mostra uma singular desproporção entre o comprimento da primeira sidra e o dos onze outros. A sidra Bereshit sozinha compreende vinte e nove parashot, sendo mais de um quarto de todo o trabalho. Não existe a possibilidade de que o atual Bereshit Rabá seja uma combinação de dois Midraxim de proporções desiguais; e que as vinte e nove parashot da primeira sidra—vários dos quais expõem apenas um ou alguns versos—constituem o material existente ou incompleto de um Bereshit Rabá que foi apresentado em uma escala muito maior e mais abrangente do que o Midrax para o outro sidrot?

#### Origem do nome
O trabalho pode ter recebido seu nome, Bereshit Rabá, daquele Midrax maior no começo de Gênesis, a menos que essa designação fosse usada originalmente para distinguir este Midrax mais curto e mais antigo, que foi atribuído a R. Oxaiá. A opinião de que o nome do Midrax encontra sua explicação nas primeiras palavras, R. Hosha'yah rabbah começou, etc., como se a palavra rabbah pertencesse originalmente ao nome do amora, e que o nome de o trabalho, Bereshit Rabbah, é uma abreviação de Bereshit derabbi Hoshayah rabbah, é insustentável porque nos melhores manuscritos—e em uma citação muito antiga —o nome "R. Hoshayah" permanece sem o acréscimo "rabbah" no primeiro prefácio no início do Midrax.

#### Data
É difícil determinar a data exata da edição real do Bereshit Rabá; provavelmente foi realizado não muito depois do que o Talmude de Jerusalém. Mas, mesmo assim, o texto provavelmente não foi finalmente fechado, pois passagens mais longas ou mais curtas sempre poderiam ser adicionadas, o número de passagens prévias a uma paraxá aumentaria e as existentes seriam ampliadas por acreção. Assim, começando com a sidra Wayixlaḥ, encontram-se extensas passagens que trazem as marcas da agadá posterior e têm pontos de conexão com as homilias de Tanḥuma. As passagens provavelmente foram adicionadas em uma data anterior, uma vez que elas não estão totalmente ausentes nos manuscritos mais antigos, que estão livres de muitas outras adições e glosas que são encontradas nas edições atuais. 

### Conclusão
Nos capítulos finais, o Bereshit Rabá parece ter permanecido defeituoso. Nas paraxot da sidra Wayigash, o comentário não é mais realizado verso por verso; a última paraxá desta perícope, bem como a primeira da sidra Wayeḥi, é provavelmente extraída das homilias de Tanḥuma; o comentário de todo o capítulo 48 do Gênesis está faltando em todos os manuscritos (com uma exceção), e aos versículos 1-14 nas edições; a parte restante desta sidra, o comentário sobre a bênção de Jacó (Gn. xlix.), é encontrada em todos os manuscritos—com as exceções mencionadas acima—em uma revisão que mostra adições posteriores, uma revisão que também foi usada pelo compilador do Midraxe Tanḥuma, editado por Buber. 

## O manuscrito
O melhor manuscrito do Bereshit Rabbah encontrado no Codex Add. 27.169 do Museu Britânico, em Londres; foi usado para a edição crítica emitida por J. Theodor. Sobre este e outros manuscritos comparar: J. Theodor, Der Midrash Bereshit Rabbah, em Monatsschrift, xxxvii. 169 e segs., Ib. 211 e segs., 452 e segs; xxxviii. 9 e segs; xxxix. 106 e segs; variantes do Bereshit Rabbá em 'Aruk, Yalḳuṭ e MSS.; sobre a divisão em capítulos, ib. xxxix. 481. Edições mais antigas: Constantinopla, 1512 (Midr. R. no Pentateuco) (Ber. Rabbah), Veneza, 1567; edições coletivas no Pent. e Meg., Veneza, 1545; Cracóvia, 1587; Salônica (1544?), 1594. Comentários mais antigos: Comentário atribuído a Rashi (apareceu primeiro no ed. De Veneza, 1567; compare com Epstein, em Magazin für die Wissenschaft des Judenthums, 1887, pp. 1 e segs. ); comentário de R. Naphtali Herz b. R. Menaḥem, Cracóvia, 1569; comentário por Ashkenazi Baerman b. Naftali ha-Kohen (apareceu primeiro na edição de Cracóvia, 1587); comentário Yefeh To'ar, de Samuel Yafe Ashkenazi, Veneza, 1597; Praga, 1689; Fürth, 1692; comentários mais recentes valiosos por Wolf Einhorn, David Luria, Sam. Straschun e outros no ed de Wilna. do Midrash. Compare mais, para edições e comentários, Steinschneider, Cat. Bodl. No. 3753 e segs. ; Jellinek, ṭunṭres ha-Maggid, 1878, pp. 7 e segs. 11 e segs. ; e segs. ; Ṭunṭres ha-Rambam, 1878, pp. 23 e segs. ; Benjacob, Oẓar ha-Sefarim, 1880, pp. 301 e segs. Tradução: alemão por Aug. Wünsche, Leipsic, 1881.